# Kolkja
Kolkja (ryska: Колкья) är en småköping (estniska: alevik) i Estland.   Den utgör centralort i Peipsiääre kommun i landskapet Tartumaa, i den östra delen av landet, 170 km sydost om huvudstaden Tallinn.
Småköpingen Kolkja bildades 1977 genom en sammanslagning av de tre byarna Väike-Kolkja (Lill-Kolkja), Suur-Kolkja (Stor-Kolkja) och Sohvia.

## Geografi
Kolkja ligger vid den västra stranden av sjön Peipus, på en höjd av 33 meter över havet. Terrängen runt Kolkja är platt, och sluttar österut.  Trakten runt Kolkja är nära nog obefolkad, med mindre än två invånare per kvadratkilometer. Närmaste större samhälle är staden Kallaste, 13,4 km norr om Kolkja. Omgivningarna runt Kolkja är en mosaik av jordbruksmark och naturlig växtlighet.